# کنت توبی
کنت توبی (انگلیسی: Kenneth Tobey; ۲۳ مارس ۱۹۱۷ – ۲۲ دسامبر ۲۰۰۲) یک هنرپیشه اهل ایالات متحده آمریکا بود. وی بین سال‌های ۱۹۴۳ تا ۱۹۹۷ میلادی فعالیت می‌کرد.
از فیلم‌های او می‌توان به نشان عقاب، زمانی برای کشتن، گرملین‌ها ۲، زن سفید مجرد اشاره کرد.

## زندگی شخصی
توبی  با جون هاتن ازدواج کرد.